# قائمة الأفلام المتصدرة شباك التذاكر الأمريكي عام 2007
 قائمة الأفلام المتصدرة شباك التذاكر الأمريكي عام 2007  هي الأفلام التي أحتلت المركز الأول في شباك التذاكر الأمريكية أثناء عُطل نهاية الأسبوع لعام 2007.

## الأفلام الأولى
|    | التاريخ        | الفيلم                           | الربح       | ملاحظات | المراجع       |
| -- | -------------- | -------------------------------- | ----------- | --- | ------------- |
| 1  | 7 يناير 2007   | ليلة في المتحف                   | 23,743,960  | | [ 2 ]         |
| 2  | 14 يناير 2007  | أرقص في الساحة                   | 21,833,312  | | [ 3 ] [ 4 ]   |
| 3  | 21 يناير 2007  | أرقص في الساحة                   | 12,287,352  | | [ 5 ]         |
| 4  | 28 يناير 2007  | ملحمة فيلم                       | 18,612,544  | | [ 6 ]         |
| 5  | 4 فبراير 2007  | الرسل                            | 14,713,321  | | [ 7 ]         |
| 6  | 11 فبراير 2007 | نوربت                            | 34,195,434  | | [ 8 ]         |
| 7  | 18 فبراير 2007 | السائق الشبح                     | 45,388,836  | حطم الفيلم الرقم القياسي لـيردفيل (40.3 مليون دولار) لأعلى ربح في عطلة نهاية أسبوع عيد الرئيس. | [ 9 ] [ 10 ]  |
| 8  | 25 فبراير 2007 | السائق الشبح                     | 20,067,443  | | [ 11 ]        |
| 9  | 4 مارس 2007    | الخنازير البرية                  | 39,699,023  | | [ 12 ]        |
| 10 | 11 مارس 2007   | 300                              | 70,885,301  | حطم 300 رقم العصر الجليدي: الذوبان (68.0 مليون دولار) لأعلى ربح في نهاية الأسبوع في مارس والربيع. | [ 13 ]        |
| 11 | 18 مارس 2007   | 300                              | 32,877,328  | | [ 14 ]        |
| 12 | 25 مارس 2007   | تي إم إن تي                      | 24,255,205  | | [ 15 ]        |
| 13 | 1 أبريل 2007   | شفرات المجد                      | 33,014,202  | | [ 16 ]        |
| 14 | 8 أبريل 2007   | شفرات المجد                      | 22,522,330  | | [ 17 ] [ 18 ] |
| 15 | 15 أبريل 2007  | اضطراب                           | 22,224,982  | | [ 19 ]        |
| 16 | 22 أبريل 2007  | اضطراب                           | 13,010,778  | | [ 20 ]        |
| 17 | 29 أبريل 2007  | اضطراب                           | 9,023,835   | | [ 21 ]        |
| 18 | 6 مايو 2007    | سبايدرمان 3                      | 151,116,516 | حطم إجمالي ربح يوم افتتاح سبايدرمان 3 البالغ 59.8 مليون دولار رقم قراصنة الكاريبي: صندوق الرجل الميت (55.8 مليون دولار) لأعلى ربح في يوم واحد على الإطلاق ورقم قراصنة الكاريبي: صندوق الرجل الميت (135.6 مليون دولار) لأعلى ربح لفيلم PG-13 في نهاية الأسبوع في الصيف. وأصبح الفيلم (114.8 مليون دولار) لـ أعلى ربح في نهاية الأسبوع في مايو ولفيلم الخارق. كان سبايدرمان 3 أول فيلم على الإطلاق يحقق أكثر من 150 مليون دولار في عطلة نهاية أسبوع واحدة (3 أيام). حقق سبايدرمان 3 أعلى ربح في نهاية الأسبوع لعام 2007. | [ 22 ]        |
| 19 | 13 مايو 2007   | سبايدرمان 3                      | 58,166,256  | | [ 23 ]        |
| 20 | 20 مايو 2007   | شريك الثالث                      | 121,629,270 | حطم شريك 3 رقم شريك 2 (108 مليون دولار) لأعلى ربح لفيلم رسوم متحركة وفيلم مصنف PG في نهاية الأسبوع. | [ 24 ]        |
| 21 | 27 مايو 2007   | قراصنة الكاريبي: في نهاية العالم | 114,732,820 | أصبح فيلمي قراصنة الكاريبي: في نهاية العالم وشريك الثالث أول فيلمين في التاريخ يجنيان أكثر من 100 مليون دولار خلال عطلتين متتاليتين. حطم الأول أيضًا الرقم القياسي لـرجال-إكس: الوقفة الأخيرة (102.8 مليون دولار) لأعلى ربح في يوم الذكرى. | [ 25 ] [ 26 ] |
| 22 | 3 يونيو 2007   | قراصنة الكاريبي: في نهاية العالم | 44,206,660  | | [ 27 ]        |
| 23 | 10 يونيو 2007  | أوشن 13                          | 36,133,403  | | [ 28 ]        |
| 24 | 17 يونيو 2007  | أربعة مذهلون: ظهور المتزلج الفضي | 58,051,684  | | [ 29 ]        |
| 25 | 24 يونيو 2007  | إيفان الكبير                     | 31,192,615  | | [ 30 ]        |
| 26 | 1 يوليو 2007   | خلطة بيطة بالصلصة                | 47,027,395  | | [ 31 ]        |
| 27 | 8 يوليو 2007   | المتحولون                        | 70,502,384  | حطم إجمالي ربح يوم افتتاح المتحولون البالغ 27.8 مليون دولار رقم قراصنة الكاريبي: صندوق الرجل الميت (15.7 مليون دولار) لأعلى إجمالي ربح في الثلاثاء على الإطلاق. | [ 32 ]        |
| 28 | 15 يوليو 2007  | هاري بوتر وجماعة العنقاء         | 77,108,414  | حطم إجمالي ربح هاري بوتر وجماعة العنقاء البالغ 44.2 مليون دولار رقم الرجل العنكبوت 2 القياسي لأعلى إجمالي ربح في يوم الأربعاء على الإطلاق. | [ 33 ]        |
| 29 | 22 يوليو 2007  | أنا الآن أعلن أنكما تشاك ولاري   | 34,233,750  | | [ 34 ]        |
| 30 | 29 يوليو 2007  | أل سيمبسون                       | 74,036,787  | حطم فيلم أل سيمبسون الرقم القياسي لـمهمة مستحيلة 2 (57.8 مليون دولار) لأعلى ربح لفيلم قائم على برنامج تلفزيوني في نهاية الأسبوع. كما حطم الرقم القياسي لـأبطال خارقون (70.4 مليون دولار) لأعلى ربح لفيلم رسوم متحركة في نهاية الأسبوع. | [ 35 ]        |
| 31 | 5 أغسطس 2007   | إنذار بورن                       | 69,283,690  | حطم إنذار بورن الرقم القياسي لـساعة الذروة 2 (67.4 مليون دولار) لأعلى ربح في نهاية الأسبوع في أغسطس. | [ 36 ]        |
| 32 | 12 أغسطس 2007  | ساعة الذروة 3                    | 49,100,158  | | [ 37 ]        |
| 33 | 19 أغسطس 2007  | سيئ جدا                          | 33,052,411  | | [ 38 ]        |
| 34 | 26 أغسطس 2007  | سيئ جدا                          | 18,044,369  | | [ 39 ]        |
| 35 | 2 سبتمبر 2007  | هالوين                           | 26,362,367  | حطم فيلم عيد الهالوين الرقم القياسي لـالناقل 2 (16.5 مليون دولار) لأعلى ربح في عيد العمال، ورقم الحاسة السادسة (22.9 مليون دولار) لأعلى ربح في عطلة نهاية أسبوع عيد العمال على الإطلاق. | [ 40 ] [ 41 ] |
| 36 | 9 سبتمبر 2007  | 3:10 إلى يوما                    | 14,035,033  | | [ 42 ]        |
| 37 | 16 سبتمبر 2007 | الشجاع                           | 13,471,488  | | [ 43 ]        |
| 38 | 23 سبتمبر 2007 | ريزدنت إيفل: الانقراض            | 23,678,580  | | [ 44 ]        |
| 39 | 30 سبتمبر 2007 | خطة اللعب                        | 22,950,971  | | [ 45 ]        |
| 40 | 7 أكتوبر 2007  | خطة اللعب                        | 16,609,377  | | [ 46 ] [ 47 ] |
| 41 | 14 أكتوبر 2007 | لماذا تزوجت؟                     | 21,353,789  | | [ 48 ]        |
| 42 | 21 أكتوبر 2007 | 30 يوما من الليل                 | 15,951,902  | | [ 49 ]        |
| 43 | 28 أكتوبر 2007 | سو 4                             | 31,756,764  | | [ 50 ]        |
| 44 | 4 نوفمبر 2007  | رجل عصابة أمريكي                 | 43,565,115  | | [ 51 ]        |
| 45 | 11 نوفمبر 2007 | فيلم النحلة                      | 25,565,462  | وصل فيلم النحلة إلى المرتبة الأولى في نهاية الأسبوع الثاني من إصداره. | [ 52 ]        |
| 46 | 18 نوفمبر 2007 | يحكى أن                          | 27,515,871  | | [ 53 ]        |
| 47 | 25 نوفمبر 2007 | مسحور                            | 34,440,317  | حطم مسحور الرقم القياسي لـمثبتات الشعر (27.5 مليون دولار) لأعلى ربح لفيلم موسيقي في نهاية الأسبوع. | [ 54 ]        |
| 48 | 2 ديسمبر 2007  | مسحور                            | 16,403,316  | | [ 55 ]        |
| 49 | 9 ديسمبر 2007  | البوصلة الذهبية                  | 25,783,232  | | [ 56 ]        |
| 50 | 16 ديسمبر 2007 | أنا أسطورة                       | 77,211,321  | حطم الفيلم رقم سيد الخواتم: عودة الملك القياسي (72.6 مليون دولار) لأعلى ربح في نهاية الأسبوع في ديسمبر. | [ 57 ]        |
| 51 | 23 ديسمبر 2007 | الكنز الوطني: كتاب الأسرار       | 44,783,772  | | [ 58 ] [ 59 ] |
| 52 | 30 ديسمبر 2007 | الكنز الوطني: كتاب الأسرار       | 35,672,708  | | [ 60 ] [ 61 ] |

## أعلى الأفلام ربحًا
أعلى الأفلام ربحًا في عام 2007.
| المرتبة | الفيلم                           | الاستديو                | الممثلون       | الربح       |
| ------- | -------------------------------- | ----------------------- | -------------- | ----------- |
| 1.      | سبايدرمان 3                      | كولومبيا بيكتشرز        | سام رايمي      | 336,530,303 |
| 2.      | شريك الثالث                      | باراماونت بيكتشرز       | كريستوفر ميلر  | 322,719,944 |
| 3.      | المتحولون                        | باراماونت بيكتشرز       | مايكل بي       | 319,246,193 |
| 4.      | قراصنة الكاريبي: في نهاية العالم | استوديوهات والت ديزني   | غور فيربينسكي  | 309,420,425 |
| 5.      | هاري بوتر وجماعة العنقاء         | وارنر براذرز بيكتشرز    | دايفيد ييتس    | 292,004,738 |
| 6.      | إنذار بورن                       | يونيفرسال بيكشرز        | بول غرينغراس   | 227,471,070 |
| 7.      | 300                              | وارنر براذرز بيكتشرز    | زاك سنايدر     | 210,614,939 |
| 8.      | خلطة بيطة بالصلصة                | استوديوهات والت ديزني   | براد بيرد      | 206,445,654 |
| 9.      | أنا أسطورة                       | وارنر براذرز بيكتشرز    | فرانسيس لورانس | 199,345,154 |
| 10.     | أل سيمبسون                       | توينتيث سينشوري ستوديوز | ديفيد سيلفرمان | 183,135,014 |